# 小行星1365
小行星1365（1365 Henyey）是一颗围绕太阳公转的小行星。1928年9月9日，馬克斯·沃夫在海德堡发现了此天体。
該小行星以美國天文學家路易·G·亨涅伊命名。
这颗小行星的绝对星等为336.98254等。